# Sofia Assefa
Sofia Assefa (ur. 14 listopada 1987 w Addis Abebie) – etiopska lekkoatletka specjalizująca się w biegu na 3000 metrów z przeszkodami.
W 2008 zajęła czwarte miejsce podczas mistrzostw Afryki oraz odpadła w półfinale igrzysk olimpijskich w Pekinie. Finalistka mistrzostw świata z Berlina (2009). W 2010 została wicemistrzynią Afryki, a następnie reprezentowała Afrykę podczas pucharu interkontynentalnego. Szósta biegaczka mistrzostw świata z Daegu (2011). Srebrna medalistka igrzysk olimpijskich w Londynie (2012) oraz mistrzostw świata w Moskwie (2013). W 2014 zdobyła swój drugi srebrny medal mistrzostw Afryki, a rok później była czwarta na światowym czempionacie w Pekinie. Piąta zawodniczka igrzysk olimpijskich w Rio de Janeiro (2016).
Rekord życiowy: 9:07,06 (11 czerwca 2017, Hengelo) – rezultat ten jest aktualnym rekordem Etiopii.

## Osiągnięcia
| Rok  | Impreza                             | Miejsce        | Lokata      | Wynik    |
| ---- | ----------------------------------- | -------------- | ----------- | -------- |
| 2008 | Mistrzostwa Afryki                  | Addis Abeba    | 4. miejsce  | 10:05,73 |
| 2008 | Igrzyska olimpijskie                | Pekin          | eliminacje  | 9:47,02  |
| 2009 | Mistrzostwa świata                  | Berlin         | 13. miejsce | 9:31,29  |
| 2009 | Światowy finał lekkoatletyczny IAAF | Saloniki       | 4. miejsce  | 9:26,10  |
| 2010 | Mistrzostwa Afryki                  | Nairobi        | 2. miejsce  | 9:32,58  |
| 2010 | Puchar interkontynentalny IAAF      | Split          | 3. miejsce  | 9:29,53  |
| 2011 | Mistrzostwa świata                  | Daegu          | 6. miejsce  | 9:28,24  |
| 2012 | Igrzyska olimpijskie                | Londyn         | 3. miejsce  | 9:09,84  |
| 2013 | Mistrzostwa świata                  | Moskwa         | 3. miejsce  | 9:12,84  |
| 2014 | Mistrzostwa Afryki                  | Marrakesz      | 2. miejsce  | 9:30,20  |
| 2015 | Mistrzostwa świata                  | Pekin          | 4. miejsce  | 9:20,01  |
| 2015 | Igrzyska afrykańskie                | Brazzaville    | 1. miejsce  | 9:51,30  |
| 2016 | Igrzyska olimpijskie                | Rio de Janeiro | 5. miejsce  | 9:17,15  |
| 2017 | Mistrzostwa świata                  | Londyn         | eliminacje  | 9:40,88  |